# François-Marie Firmin-Girard
François-Marie Firmin, dit Firmin-Girard, né le 29 mai 1838 à Poncin (Ain) et mort le 8 janvier 1921 à Montluçon (Allier), est un peintre d’histoire, de sujets religieux, de scènes de genre, de portraits, de paysages, de natures mortes et de fleurs.

## Biographie
François-Marie Firmin-Girard s’établit très jeune à Paris. Il entre à l’École des Beaux-Arts en 1854, dans les ateliers de Charles Gleyre et Jean-Léon Gérôme. Il remporte le deuxième prix de Rome en 1861 et installe son atelier boulevard de Clichy à Paris. À partir de 1859, il expose au Salon de Paris, puis au Salon des artistes français, obtenant de nombreuses médailles. Avec un style tantôt réaliste, tantôt proche de l’impressionnisme, toujours avec une belle lumière, il peint avec une égale facilité des tableaux d’histoire, des scènes de genre, des paysages et des fleurs qui le firent connaître. Parmi ses nombreuses œuvres, on cite Saint-Sébastien, Après le bal, Marchande de fleurs, Les Fiancés, La Terrasse à Onival ou Le Quai aux fleurs. Firmin-Girard fut certainement un des peintres les plus appréciés du public de son époque à Paris, mais vu par certains, dont notamment Émile Zola, comme un artiste des plus convenus.
Il fut un des premiers adeptes de la station d'Onival et y fit bâtir une villa vers 1875. C'est établi à Onival qu'il réalisa de nombreuses toiles des environs.
En 1878, l'écrivain et critique d'art Louis Énault compare l'artiste britannique Frederick Goodall à Firmin Girard :
« M. Goodal est le Firmin Girard de l'Angleterre. Les moindres détails prennent chez lui un caractère de force et de vérité extraordinaires ».

## Œuvres
Ordre chronologique
- Les Convalescents, 1861, Musée d'Orsay, Paris, France ;
- Ulysse et les sirènes, 1864 - Huile sur toile - Musée des Beaux-Arts de Narbonne[4];
- Une rue dans Paris, 1875, Musée national de Finlande, Helsinki, Finlande[5] ;
- Le Marché aux fleurs, exposé au salon (officiel) de 1876[1] ;
- La Part du pauvre, 1887, peinte au Mée-sur-Seine ;
- Charité, Museu Nacional de Belas Artes (Musée national des beaux-arts), Rio de Janeiro, Brésil ;

Non documenté
- Saint-Sébastien ;
- Après le bal ;
- Marchande de fleurs ;
- Les Fiancés ;
- La Terrasse à Onival ;
- Les Fiancés ;
- La Place Pigalle ;
- Boulevard Clichy ;
- Paris ;
- L'ogre de Bayeux  ;
- Une visite à la ferme ;

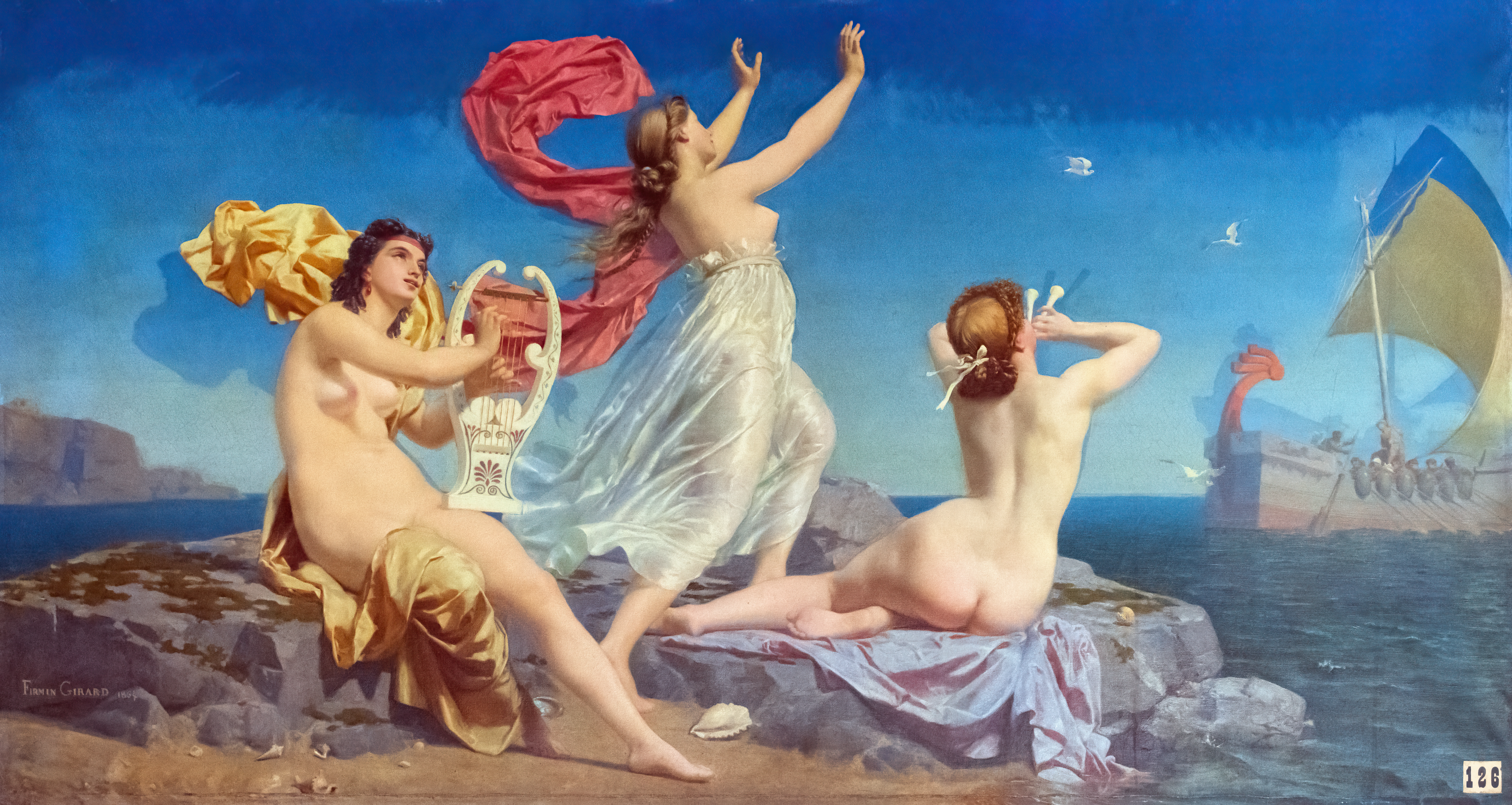
Ulysse et les sirènes, Musée des Beaux-Arts de Narbonne
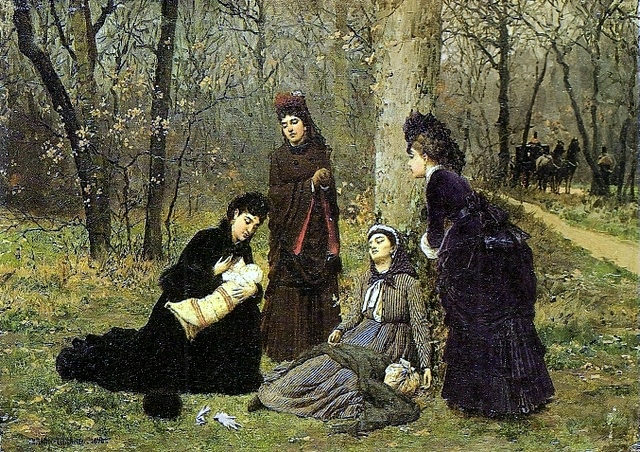
Charité, Rio de Janeiro, Brésil

## Distinction
- Chevalier de la légion d'honneur[6]